# 익산시
익산시(益山市)는 대한민국 전북특별자치도 서북부에 있는 시이다. 1995년 이리시와 익산군이 통합하여 도농복합시가 되었다. 호남선과 전라선, 장항선 철도가 분기하며, 호남고속도로와 새만금포항고속도로가 지나는 호남 지방 교통의 관문이다. 호남 지방을 관할하는 익산지방국토관리청과 한국철도공사 전북본부가 위치한다. 서쪽으로 군산시, 동쪽으로 완주군, 남쪽으로 김제시와 전주시, 북쪽으로 충청남도 논산시, 부여군과 접한다.
익산시의 도심은 옛 이리시를 중심으로 형성되어 있다. 금마면에는 백제시대 문화재인 미륵사지가 있고, 고구려 부흥운동의 한반도 남부 중심지로 고구려를 계승한 보덕국(報德國)의 수도이기도 하였다. 왕궁면 일대에는 국가식품클러스터가 조성되고 있다. 고등교육기관으로는 원광대학교와 전북대학교 특성화캠퍼스가 있다. 시청은 남중동에 있고, 행정 구역은 1읍 14면 14동이다.

## 역사
'익산'은 원래 금마면 일대의 이름이고, 지금의 익산시의 중심 지역은 전주의 속현인 옥야현(沃野縣) 지역으로 치소는 모현동에 있었다. 본래 백제의 소력지현(所力只縣)으로 757년에 옥야현으로 개칭하고 금마군(金馬郡 : 익산)의 영현(領縣)이 되었다가, 940년에 전주의 속현이 되었다. 익산시의 시가지는 백제 시대부터 '솝말'(속마을), '솝니', '솜리' 또는 '이리'(裡里)라고 불렀는데, 이는 만경강의 조수(潮水) 구간에 위치한 늪 지대에서 '갈대가 우거진 속에서 멀리 보이는 마을'이란 뜻에서 붙여진 이름이다.
1176년에 감무를 두면서 주현으로 승격했다가 얼마 후 다시 전주의 속현이 되었다. 이후 주현으로 승격되지 못하고 폐지되었고, 전주의 동일면, 서일면, 남일면, 남이면, 북일면이 되었다. 1906년에 전주군에 속해있던 옛 옥야 5개면이 우북면(옛 우주현)과 함께 익산군에 편입되었다. 1914년에 동일면과 남일면은 익산면으로, 서일면과 남이면은 오산면으로 통폐합되었다. 우북면은 제석면과 합병하여 왕궁면이 되었다.
- 1911년 8월 익산군청 소재지가 군내면(지금의 금마면)에서 남일면으로 이전되었다.
- 1914년 4월 1일 익산군, 용안군, 여산군, 함열군을 익산군으로 통폐합하였다. 익산군 남일면과 동일면이 익산면으로 통합되어 익산면 이리(裡里)가 군 치소가 되었다.[3]
- 1931년 4월 1일 익산면을 익산읍으로 승격하였다.[4]
- 1931년 11월 1일 익산읍을 이리읍(裡里邑)으로 개칭하였다.[5]
- 1947년 2월 23일 익산군 이리읍을 이리부로 승격하였다.[6]
- 1947년 11월 8일 익산군 북일면 모인리, 오산면 송학리 일부, 목천리 일부를 이리부에 편입하였다.[7]
- 1949년 8월 15일 이리부를 이리시(裡里市)로 개칭하였다.
- 1961년 7월 1일 이리시에 행정동 제도가 실시되었다.(12행정동)

| 이리시 행정동 제도 실시 전후 행정구역 |                      |
| 구 행정구역 (법정동)                  | 신 행정구역 (행정동) |
| 창인동1가, 창인동2가                  | 이리시 창인동        |
| 중앙동1가, 중앙동2가, 중앙동3가       | 이리시 중앙동        |
| 평화동                                | 이리시 평화동        |
| 갈산동                                | 이리시 갈산동        |
| 주현동                                | 이리시 주현동        |
| 인화동1가, 인화동2가                  | 이리시 인화동        |
| 동산동                                | 이리시 동산동        |
| 마동                                  | 이리시 마동          |
| 남중동                                | 이리시 남중동        |
| 모현동1가, 모현동2가                  | 이리시 모현동        |
| 송학동                                | 이리시 송학동        |
| 목천동                                | 이리시 목천동        |
- 1963년 1월 1일 전라북도 익산군 황화면(黃華面)이 충청남도 논산군 구자곡면(九子谷面) 대부분과 함께 통합되어 논산군 연무읍으로 승격되었다.(이리시: 12행정동, 익산군: 16면)[8]
- 1970년 7월 1일 이리시 남중동이 남중1가동과 남중2가동으로 분동되었다.(이리시: 13행정동, 익산군: 16면)
- 1974년 7월 1일 익산군 북일면을 이리시에 편입하였다. 만석리·현영리·신용리는 계문동(啓文洞)으로, 신리·영등리·어양리는 북일동(北一洞)으로, 신흥리·금강리는 신흥동(新興洞)으로 신설하였다.(이리시: 16행정동, 익산군: 15면)[9] (16행정동)
- 1979년 5월 1일 익산군 함열면이 함열읍으로 승격되었다.(이리시: 16행정동, 익산군: 1읍 13면)[10]
- 1983년 2월 15일 팔봉면 일원과 춘포면 석탄리를 이리시로 편입하였다. 팔봉면은 팔봉동[11]과 삼성동[12]으로 분리되고, 석탄동은 동산동 휘하 법정동으로 전환하였다.(이리시: 18행정동, 익산군: 1읍 14면)[13]
- 1986년 4월 1일 익산군 용안면 용동출장소가 용동면으로 승격되었다.(이리시: 18행정동, 익산군: 1읍 14면)[14]
- 1990년 1월 1일 신동을 북일동에서 분동하였다.(이리시: 19행정동, 익산군: 1읍 14면)[15]
- 1995년 5월 10일 이리시 일원과 익산군 일원을 관할로 도농복합형태의 익산시가 설치되었다.[16] (1읍 14면 19행정동) 함열출장소를 설치하였다.[17]
- 1996년 1월 1일 춘포면 대장촌리를 춘포리로 개칭하였다.[18]
- 1996년 7월 10일 북일동을 영등동, 어양동으로 분동하였다.(1읍 14면 20행정동)[19]
- 1998년 2월 2일 익산시의 과소행정동을 통폐합하였다. 창인동·중앙동·갈산동을 중앙동으로, 평화동·목천동을 평화동으로, 주현동·인화동을 인화동으로, 남중1가동·남중2가동을 남중동으로 합동하고, 영등동과 어양동의 경계를 조정하였다.[20] (1읍 14면 15행정동)
- 1998년 10월 9일 함열출장소를 폐지하고,[21] 익산시의 과소행정동을 다시 통폐합하였다. 계문동·신동을 신동으로, 영등동·어양동을 영등동으로 합동하고, 신흥동을 폐지하여 금강동은 동산동으로, 신흥동은 팔봉동으로 각각 편입하였다.[22] (1읍 14면 12행정동)
- 2003년 3월 1일 영등동을 영등1동, 영등2동, 어양동으로 분동하였다.[23] (1읍 14면 14행정동)
- 2022년 11월 11일 함열출장소를 폐지하였다.
- 2024년 1월 18일: 법률 제19430호로 전라북도 익산시에서 전북특별자치도 익산시로 개편되었다.

## 지리
익산시는 전북특별자치도의 서북단에 위치하여 노령산맥의 지맥에서 분기된 천호산(해발500m)과 미륵산(해발 430m)이 동부에 머무르고, 서북부에 함라산 줄기가 이어져 남서로 향하는 구릉과 대소하천이 비옥한 평원을 이루며, 북으로는 금강을 경계로 충청남도 논산시, 부여군, 서로는 옥구평야에 이어 서해에, 남으로는 만경강을 경계로 김제평야에 연접하고 있다. 또한 호남선, 전라선, 군산선이 교차하고, 전라선, 호남선 KTX, SRT, 무궁화호, ITX-새마을, 장항선의 모든 무궁화호, 새마을호가 익산역을 정차하며 익산역에 코레일 전북본부가 있다. 호남고속도로가 동부를 지나며, 금마 진입로가 있고 1번, 23번 국도 등 10여개의 국도, 지방도를 이용 전국 각지로 사통팔달되는 편리한 교통망이 발달되어 있다. 광주·전라지역을 관할하는 익산지방국토관리청이 위치한다.
'익산'은 '산이 더해지다'라는 뜻을 담고 있지만 익산시의 실제 지형은 평지가 산지보다 많은 편이다. 그리고 대부분이 구릉과 충적층으로 이루어진 평야지대이고 북서쪽 경계 부근에 일치봉(133m)·함라산(240m)·봉화산·취성산·망해산(230m) 등의 낮은 산지가 이어진다. 북동쪽은 노령산맥의 서쪽 사면에 해당하여 천호산(500m)·미륵산(430m) 등 해발고도 200∼500m의 산지가 솟아 있다.

## 지질

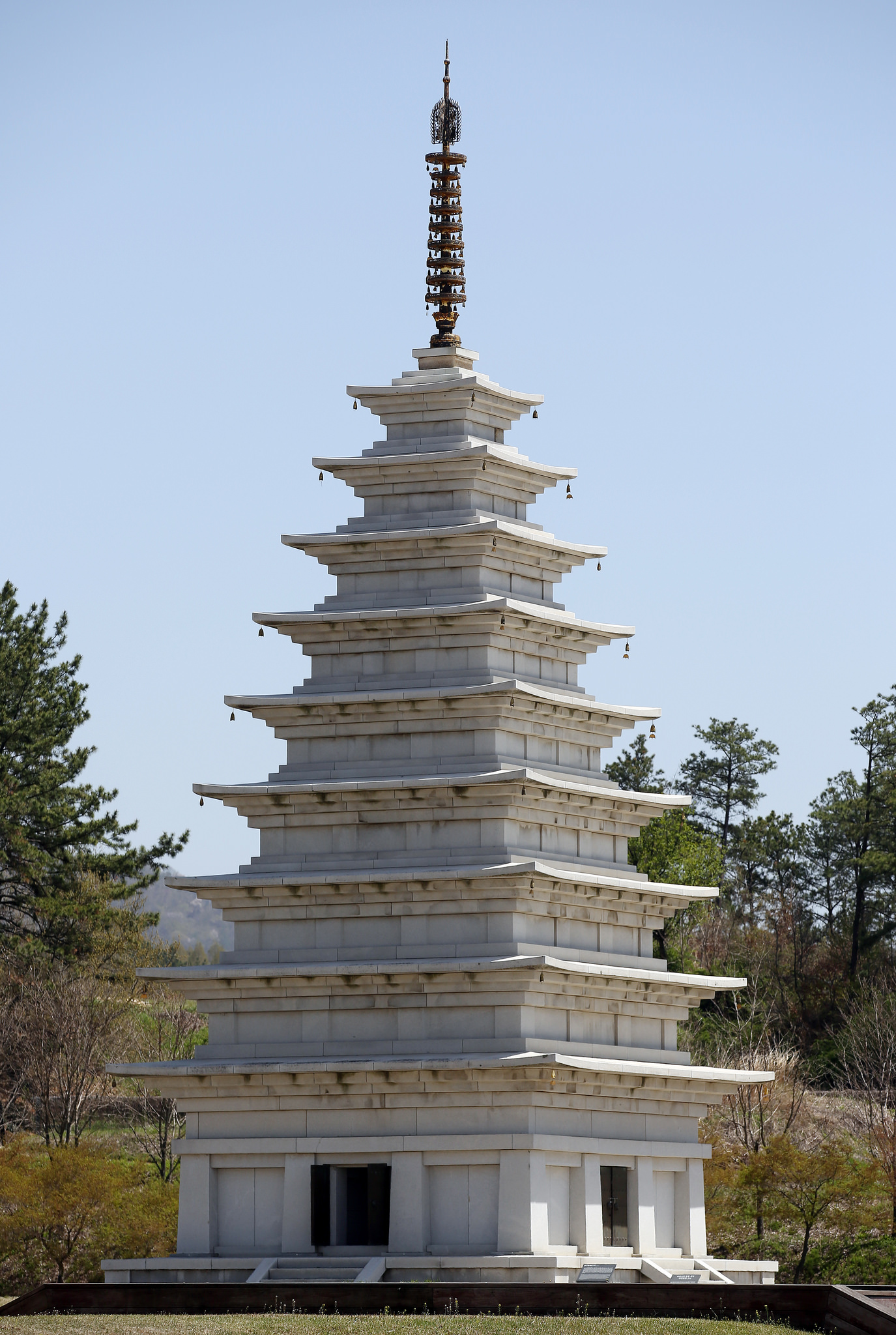
화강암으로 구성된 익산 미륵사지 석탑

옥천 습곡대의 남서부에 위치한 익산시는 북동쪽이 옥천계(옥천 누층군)의 변성 퇴적암류로 구성되어 있고, 남동쪽에는 왕궁면·팔봉동을 중심으로 중생대 쥐라기의 편마상 화강암이 분포하며 망성면·낭산면·함열읍·황등면 등에서는 중생대 쥐라기의 대보 화강암이 분포한다. 편마상 화강암과 대보 화강암 분포지는 대체로 해발 고도 50m 미만의 구릉지이다. 북서쪽은 편암·편마암·규암 등의 변성암류가 대보 화강암에 접경(接境)하여 용안면·웅포면·성당면·함라면 등 금강 연안지대에 분포하여 해발고도 약 100m의 산지가 이루어진다. 옥천 누층군의 변성퇴적암 지층인 창리층과 문주리층이 분포하는 여산면 천호산 일대에는 석회석 광산과 대리암 동굴 천호동굴이 있으며, 함열읍과 황등면에는 황등석 또는 익산석이라 불리는 복운모 화강암이 분포하여 좋은 석재를 채취하며 석재 가공업이 활발하다. 익산역 이남에서 만경강까지는 지반이 약하여 고층건물의 건설에는 문제가 있다.

## 기후
기후는 연평균기온 13°C 내외, 1월 평균기온 -0.2°C, 8월 평균기온 25.6°C, 연평균강수량 1,200∼1,300mm로 남부서안형 기후에 속한다. 첫서리는 10월 중순경에, 마지막 서리는 4월 중순경에 내려서 무상기일은 180∼190일이다. 강수량은 전라북도의 해안에 비해 많은 편이다.

## 행정 구역
익산시의 행정 구역은 1읍 14면 14행정동으로 구성되어 있다. 면적은 505.68 km2이며, 인구는 2019년 12월 말 주민등록 기준으로 28만7771 명, 12만6876 가구이다.

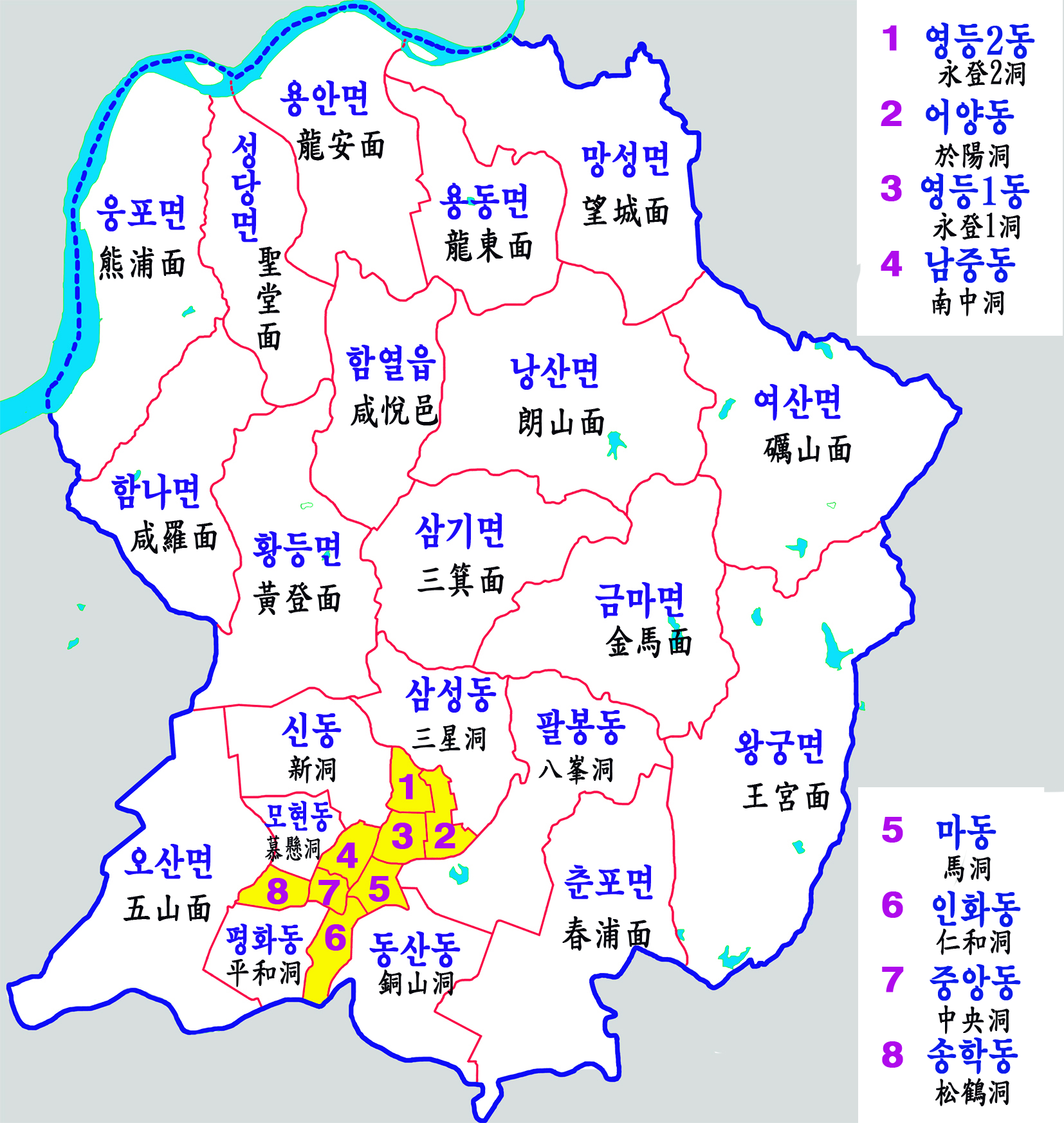

| 읍면동         | 한자    | 면적 (km2) | 인구    | 세대    |
| -------------- | ------- | ---------- | ------- | ------- |
| 함열읍         | 咸悅邑  | 18.95      | 7,174   | 3,336   |
| 오산면         | 五山面  | 29.57      | 8,128   | 3,872   |
| 황등면         | 黃登面  | 27.70      | 7,462   | 3,437   |
| 함라면         | 咸羅面  | 22.86      | 2,347   | 1,160   |
| 웅포면         | 熊浦面  | 33.04      | 1,632   | 855     |
| 성당면         | 聖堂面  | 19.38      | 1,979   | 1,027   |
| 용안면         | 龍安面  | 25.58      | 2,708   | 1,400   |
| 낭산면         | 朗山面  | 34.90      | 3,188   | 1,592   |
| 망성면         | 望城面  | 31.89      | 3,052   | 1,674   |
| 여산면         | 礪山面  | 36.27      | 3,408   | 1,747   |
| 금마면         | 金馬面  | 28.52      | 5,473   | 2,619   |
| 왕궁면         | 王宮面  | 45.57      | 4,545   | 2,524   |
| 춘포면         | 春浦面  | 29.58      | 4,631   | 2,345   |
| 삼기면         | 三箕面  | 23.31      | 2,680   | 1,286   |
| 용동면         | 龍東面  | 16.47      | 1,618   | 826     |
| 중앙동         | 中央洞  | 0.88       | 3,542   | 2,065   |
| 평화동         | 平和洞  | 6.86       | 4,990   | 2,470   |
| 인화동         | 仁和洞  | 2.23       | 7,363   | 3,765   |
| 동산동         | 銅山洞  | 12.73      | 22,630  | 9,997   |
| 마동           | 馬洞    | 1.48       | 9,428   | 4,544   |
| 남중동         | 南中洞  | 1.75       | 12,161  | 5,943   |
| 모현동         | 慕縣洞  | 3.59       | 39,244  | 15,392  |
| 송학동         | 松鶴洞  | 1.47       | 8,824   | 3,521   |
| 영등1동        | 永登1洞 | 1.62       | 24,110  | 9,529   |
| 영등2동        | 永登2洞 | 1.28       | 14,765  | 5,541   |
| 어양동         | 於陽洞  | 2.12       | 25,359  | 9,935   |
| 신동           | 新洞    | 12.48      | 15,849  | 8,841   |
| 팔봉동         | 八峰洞  | 20.80      | 6,845   | 2,773   |
| 삼성동(부송동) | 三星洞  | 12.80      | 32,636  | 12,860  |
| 익산시         | 益山市  | 505.68     | 287,771 | 126,876 |

* 인구·세대는 2019년 12월 31일 주민등록 기준

## 인구
- 익산시의 연도별 인구 추이[27]

| 연도   | 총인구    |  | 비고                             | 비고                             |
| ------ | --------- |  | -------------------------------- | -------------------------------- |
| 1949년 | 229,766명 |  | 이리시(46,674), 익산군(183,092)  | 이리시(46,674), 익산군(183,092)  |
| 1955년 | 270,927명 |  | 이리시(62,006), 익산군(208,921)  | 이리시(62,006), 익산군(208,921)  |
| 1960년 | 284,480명 |  | 이리시(65,774), 익산군(218,706)  | 이리시(65,774), 익산군(218,706)  |
| 1966년 | 289,706명 |  | 이리시(78,198), 익산군(211,508)  | 이리시(78,198), 익산군(211,508)  |
| 1970년 | 274,260명 |  | 이리시(85,085), 익산군(189,175)  | 이리시(85,085), 익산군(189,175)  |
| 1975년 | 292,656명 |  | 이리시(117,155), 익산군(175,501) | 이리시(117,155), 익산군(175,501) |
| 1980년 | 301,312명 |  | 이리시(145,343), 익산군(155,969) | 이리시(145,343), 익산군(155,969) |
| 1985년 | 320,198명 |  | 이리시(192,269), 익산군(127,929) | 이리시(192,269), 익산군(127,929) |
| 1990년 | 309,380명 |  | 이리시(203,382), 익산군(105,998) | 이리시(203,382), 익산군(105,998) |
| 1995년 | 322,685명 |  | 외국인: 551 (0.2%)               | 익산시                           |
| 2000년 | 323,687명 |  | 외국인: 1,051 (0.3%)             | 익산시                           |
| 2005년 | 308,144명 |  | 외국인: 1,170 (0.4%)             | 익산시                           |
| 2010년 | 296,366명 |  | 외국인: 1,887 (0.6%)             | 익산시                           |
| 2015년 | 301,723명 |  | 외국인: 4,755 (1.6%)             | 익산시                           |
| 2019년 | 290,119명 |  | 외국인: 7,045 (2.4%)             | 익산시                           |

## 교통

### 도로
도로 교통으로는 호남고속도로가 남북으로 지나간다. 그 외에 새만금포항고속도로지선의 시점이기도 하다.
- 고속국도: 호남고속도로 삼례 나들목, 익산 분기점, 새만금포항고속도로지선 익산 분기점
- 국도 : 국도 제1호선, 국도 제21호선, 국도 제23호선, 국도 제27호선
- 지방도 : 지방도 제706호선, 지방도 제711호선, 지방도 제718호선, 지방도 제720호선, 지방도 제722호선, 지방도 제723호선, 지방도 제724호선, 지방도 제735호선, 지방도 제740호선, 지방도 제741호선, 지방도 제799호선

### 철도
호남선이 남북으로 지나가고 장항선과 전라선이 호남선 익산역에서 분기한다. 그리고 호남선과 전라선의 모든 KTX와 ITX-새마을, 무궁화호 장항선의 모든 새마을호와 무궁화호가 정차한다. 그리고 함열역은 무궁화호가 정차한다. 2016년 12월, 익산역의 SRT의 영업이 시작됐다.

### 버스

#### 고속/시외버스
- 익산공용버스터미널
- 금마버스터미널
- 여산버스터미널
- 함열공용버스터미널

## 문화

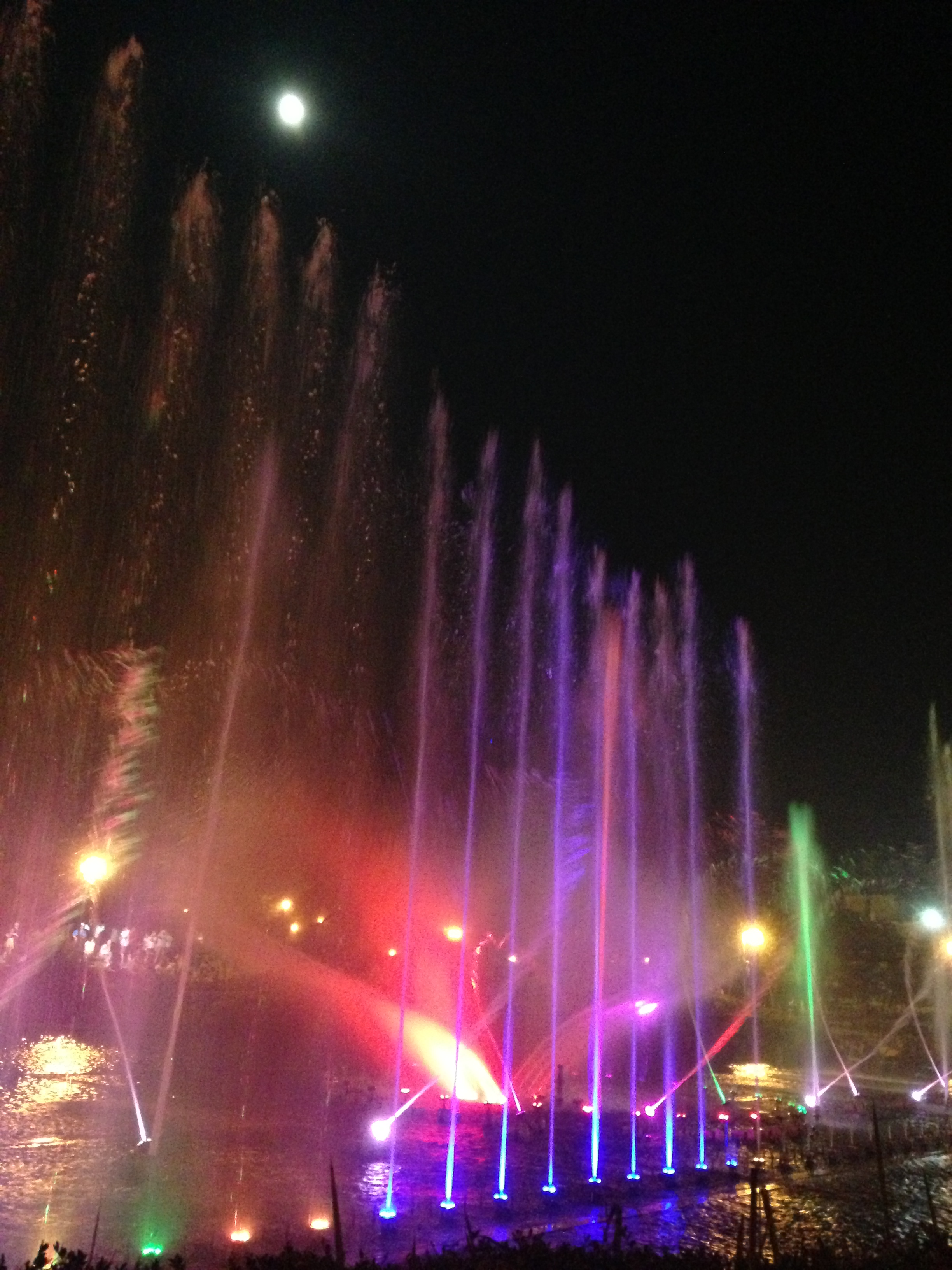
중앙체육공원의 음악분수

### 축제
- 4월: 익산보석대축제
- 5월: 익산서동축제
- 10월: 익산천만송이국화축제

### 문화재

#### 미륵사지 권역
- 국립익산박물관
- 익산 미륵사지 석탑 백제 시대의 유물로 대한민국 국보 제 11호이다. 대한민국 국내에 남아 전하는 석탑으로는 가장 오래되고 규모가 큰 탑으로. 현재 남아있는 층수는 6층이며, 동탑지 주변발굴에서 노반(露盤)이 발견되어 9층이었음이 밝혀졌다. 이 석탑은 목조탑파의 양식을 그대로 따른 것으로 한국 석탑의 기원이 된다.

#### 웅포관광 권역
- 김안균가옥 : 전북특별자치도 익산시 함라면 함열리에 위치, 전북특별자치도민속문화유산 제23호(1986.09.08).
- 나바위성당 : 전북특별자치도 익산시 망성면 나바위길 위치. 조선 현종 11년(1845년)에 김대건 신부의 상륙을 기념하기 위해 세워짐.

#### 왕궁리유적 권역
- 왕궁리유적전시관

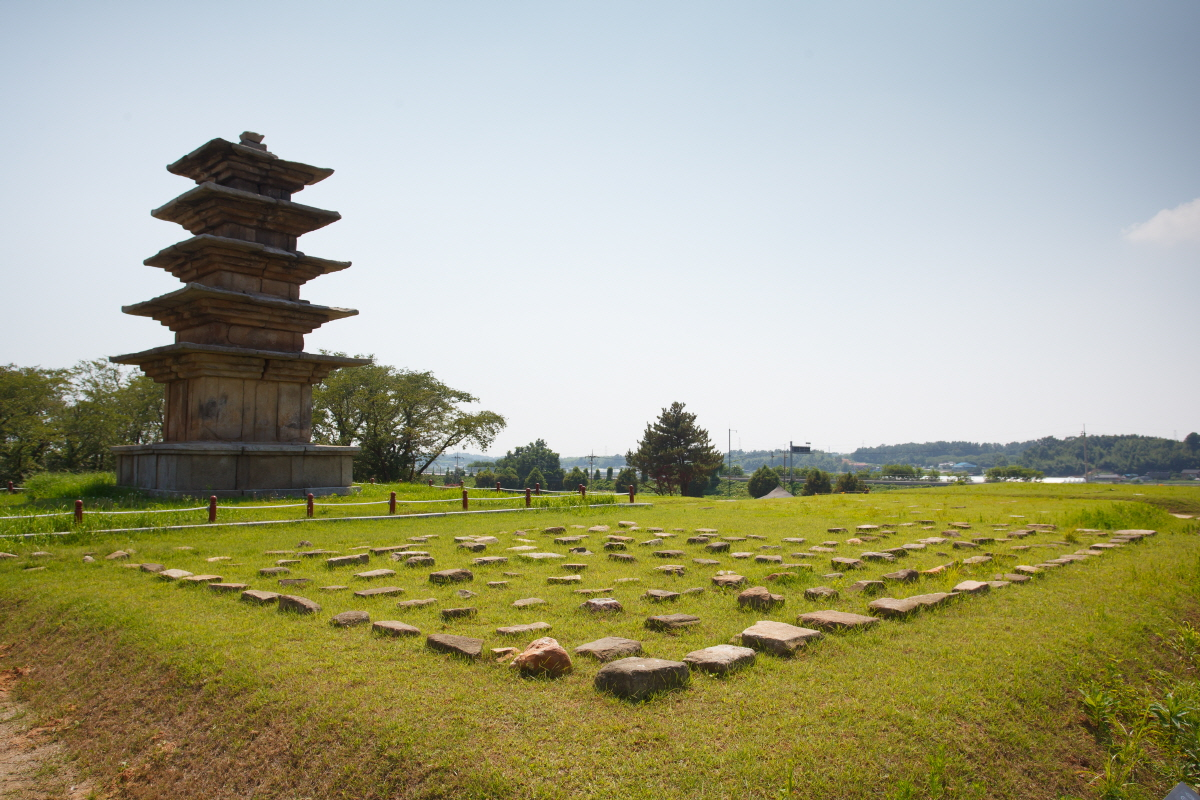
익산 왕궁리 유적

- 익산 왕궁리 유적왕궁리유적 (왕궁면 궁성로 666) 예로부터 마한 혹은 백제의 궁궐자리로 알려진 곳으로 금마산에서 남으로 약 3km쯤 떨어져 야트막하게 전주행 국도변에 자리하고 있는 대지이다. 현재 왕궁평성내에는 1997년 1월 1일로 국보 289호로 지정된 익산 왕궁리 오층석탑과 주춧돌, 백제 시대의 정원석으로 보이는 관상석들이 여기저기 흩어져 있다.

- 익산쌍릉 (석왕동 산 55, 56) 익산시 석왕동에 자리하고 있는 굴식 돌방무덤으로 2개의 봉분이 남북으로 약 150m 사이에 자리하고 있다. 그 중 크고 북쪽에 있는 무덤은 ‘말통대왕릉’ 또는 ‘대왕릉’으로 불리고 있는데 여기의 ‘말통’은 서동의 이름인 마동이 잘못 전하여진 것이라고 한다. 남쪽에 있는 규모가 약간 작은 능은 ‘소왕릉’으로 알려져 있다.

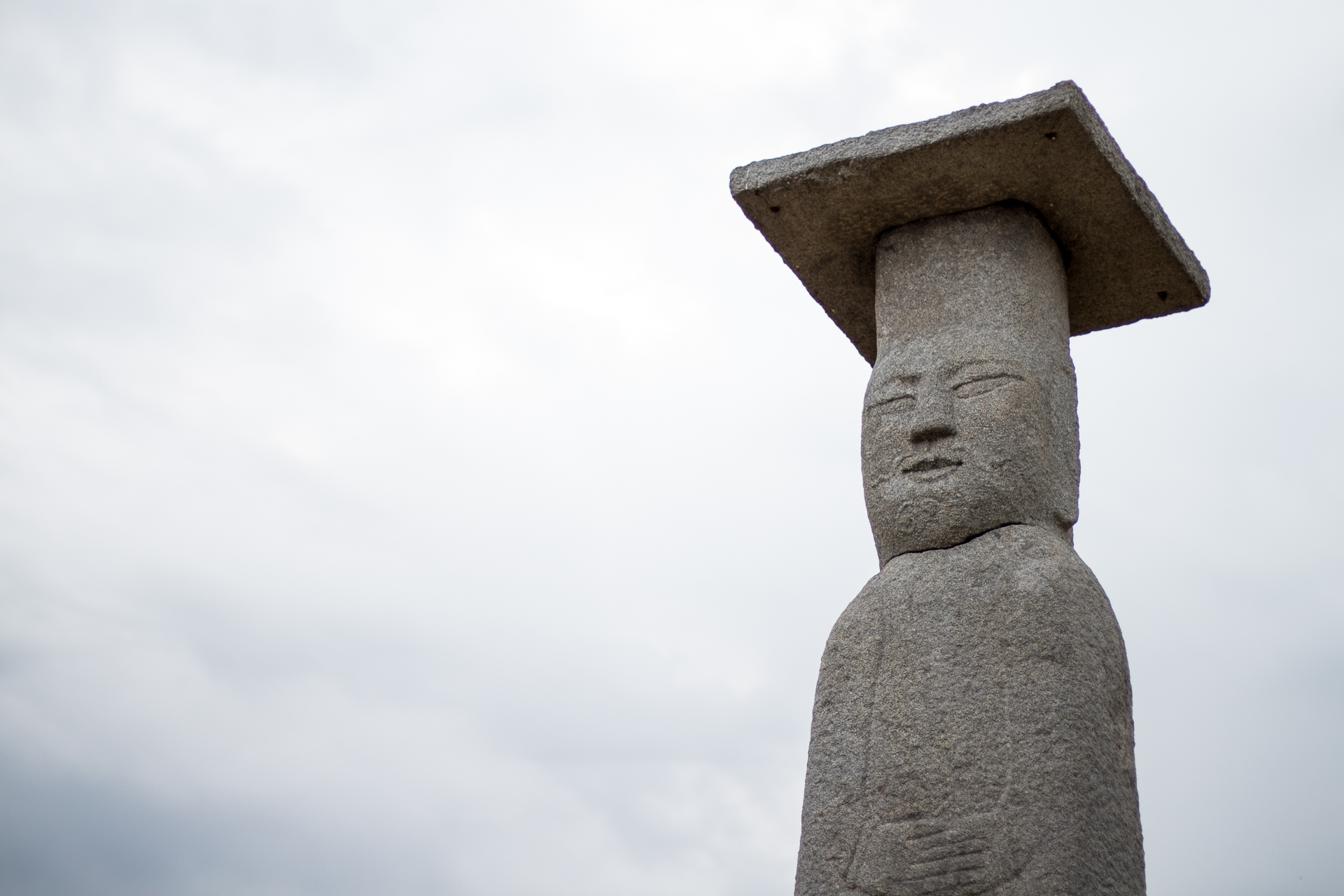
익산 고도리 석조여래입상

- 익산 고도리  석조여래입상익산 고도리 석조여래입상 (금마면 동고도리 1084-2) 익산시 금마면 동고도리 남쪽으로 10리쯤으로 떨어진 들판에 금마를 남류하는 옥룡천(玉龍川)을 사이에 두고 동서로 약 200m 떨어진 마주 보며 서있는 두 기의 석인상이다.두 석상은 서쪽의 석상은 남자이고, 동쪽의 석상은 여자인데 이 두 석상 사이로 옥룡천(玉龍川)이 흐르기 때문에 이 둘은 평시에는 떨어져 만나지 못하다가 섣달 그믐날 밤 자정에 옥룡천 냇물이 꽁꽁 얼어붙으면 두 석상이 서로 건너와서 끌어안고 그동안 맺혔던 회포를 풀다가 새벽에 닭이 울면 헤어져서 다시 제자리에 가 선다고 한다.

- 익산 왕궁리 오층석탑 (왕궁면 궁성로 674) 왕궁평성 중앙의 대지위에 자리하고 있어 일반적으로 ‘왕궁탑’이라고 불리는, 높이 8.5m의 장중한 탑이다. 탑의 조성 시기에 대해서는 백제시대 설과 통일신라 설, 그리고 고려 초기 설이 대립되어 주장 되고 있었으나, 발굴결과 탑의 하부(下部)에서 다져쌓기로 조성된 건물지 흔적이 발견되어 석탑의 조성 연대는 백제시대보다는 다소 늦은 시기의 것으로 판단된다.

#### 오금산 권역
- 익산 토성/보덕성 (금마면 서고도리 50-3) 익산을 거점으로 고구려 부흥운동을 전개했던 보덕국(報德國)의 치소였다. 표고 125m의 둘레 690m 규모로 오금산 정상에서 남쪽으로 작은 계곡을 둘러싸고 있는 산성으로 흙과 돌을 사용하여 쌓았으며, 오금산성(五金山城) 또는 보덕성(報德城)이라고도 한다. 1963년 1월 21일 대한민국의 사적 제92호로 지정되었다.

- 오금산유적 (금마면 서고도리) 익산 지역의 철기시대 동경과 동검이 출토된 선사유적이다.

#### 보석테마 관광 권역
- 망모당 : 전라북도 익산시 왕궁면 광암리에 위치, 전라북도유형문화재 제90호, 선조 38년(1605년)에 송영구가 지음.
- 여산동헌 : 전라북도 익산시 여산면에 위치. 전라북도유형문화재 제93호. 조선시대에 여산 고을의 수령이 업무를 보던 청사.

### 체육·공연 시설
- 중앙체육공원
- 근린공원
- 공설운동장
- 익산 국가대표 야구훈련장 - kt wiz 2군 홈구장
- 익산 예술의 전당
- 솜리 문화예술회관

### 기타
- 익산보석박물관
- 금마저수지 : 미륵산 정상에서 남쪽으로 내려다볼 때 대한민국 지도와 흡사한 모양을 갖고 있는 저수지. 지도연못이라고도 불림.
- 조각공원

## 경제

### 상업
가장 번화가는 영등동이다. 우남샘물타운 사거리에서 하나로 사거리까지가 가장 상권이 잘 조성되어 있다. 또한 원광대학교 앞 대학로도 학생들 덕에 상가가 발달되어 있다. 하지만 최근에는 모현동 상권이 영등동을 앞서는 등 시가지 다변화의 모습을 보여주고 있다.

### 대형마트
- 이마트 익산점 (2006년 10월 오픈)
- 롯데마트 익산점 (2001년 8월 오픈)
- 홈플러스 익산점 (2006년 10월 오픈)

### 영화관
- CGV 익산 (영등동)
- 롯데시네마 (모현동)
- 메가박스 (모현동) (예정)

## 교육 기관
- 국공립대학교

|  | - 전북대학교 특성화캠퍼스 |

- 사립대학교

|  | - 원광대학교 |

- 사립전문대학

|  | - 원광보건대학교 - 한국폴리텍V대학 익산캠퍼스 | - 원광디지털대학교 |

- 대학원대학교

|  | - 원불교대학원대학교 |

- 고등학교

|  | - 이리고등학교 - 전북기계공업고등학교 - 원광고등학교 - 남성고등학교 | - 원광여자고등학교 - 이일여자고등학교 - 성일고등학교 - 여산고등학교 - 원광보건고등학교 | - 이리공업고등학교 - 이리남성여자고등학교 - 이리여자고등학교 - 익산고등학교 - 전북과학고등학교 | - 전북제일고등학교 - 진경여자고등학교 - 함열고등학교 - 함열여자고등학교 |

- 중학교

|  | - 이리동중학교 - 익산부천중학교 - 남성중학교 - 이리남성여자중학교 - 익산부송중학교 - 익산지원중학교 | - 이리남중학교 - 이리북중학교 - 원광중학교 - 원광여자중학교 - 이리중학교 - 이리영등중학교 | - 익산어양중학교 - 이일여자중학교 - 삼기중학교 - 성당중학교 - 여산중학교 - 왕궁중학교 | - 용안중학교 - 웅포중학교 - 익산중학교 - 진경여자중학교 - 함라중학교 - 함열여자중학교 | - 함열중학교 - 황등중학교 |

- 초등학교

|  | - 금마초등학교 - 금성초등학교 - 낭산초등학교 - 다송초등학교 - 망성초등학교 - 미륵초등학교 - 삼기초등학교 - 석불초등학교 - 성남초등학교 - 성당초등학교 - 성북초등학교 - 여산남초등학교 - 여산서초등학교 - 여산초등학교 - 영만초등학교 - 오산남초등학교 | - 오산초등학교 - 왕궁남초등학교 - 왕궁초등학교 - 왕북초등학교 - 용남초등학교 - 용북초등학교 - 용산초등학교 - 용성초등학교 - 용안초등학교 - 웅포초등학교 - 이리계문초등학교 - 이리고현초등학교 - 이리남창초등학교 - 이리남초등학교 - 이리동남초등학교 - 이리동북초등학교 | - 이리동산초등학교 - 이리동초등학교 - 이리마한초등학교 - 이리모현초등학교 - 이리백제초등학교 - 이리부송초등학교 - 이리부천초등학교 - 이리북일초등학교 - 이리북초등학교 - 이리삼성초등학교 - 이리서초등학교 - 이리석암초등학교 - 이리송학초등학교 - 이리신동초등학교 - 이리신흥초등학교 - 이리영등초등학교 | - 이리중앙초등학교 - 이리초등학교 - 이리팔봉초등학교 - 익산궁동초등학교 - 익산어양초등학교 - 익산옥야초등학교 - 익산초등학교 - 익산한벌초등학교 - 천서초등학교 - 춘포초등학교 - 함라초등학교 - 함열초등학교 - 황등남초등학교 - 황등초등학교 - 흥왕초등학교 |

- 특수학교

|  | - 전북맹아학교 | - 전북혜화학교 |

- 도서관
  - 금마도서관
  - 마동도서관
  - 모현도서관
  - 부송도서관
  - 익산시어린이영어도서관
  - 영등도서관
  - 유천도서관
  - 황등도서관

## 사건
- 1977년 : 이리역 폭발 사고
- 2003년 : 하림 익산공장 화재

## 같이 보기
- 전라북도
- 전라선
- 호남선
- 장항선
- 호남고속도로
- 새만금포항고속도로지선 (익산 완주)

## 우호 도시

### 자매 도시
- 미국 플로리다 주 마이애미
- 덴마크 오덴세
- 중국 장쑤성 전장 시
- 아르헨티나 부에노스아이레스주 라플라타
- 조선민주주의인민공화국 평안북도 구성시
- 조선민주주의인민공화국 자강도 희천시

### 국제 교류
- 일본 오이타현 분고오노시
- 일본 오사카부 돈다바야시시